# Chionaema rejecta
Chionaema rejecta är en fjärilsart som beskrevs av Walker 1854. Chionaema rejecta ingår i släktet Chionaema och familjen björnspinnare. Inga underarter finns listade i Catalogue of Life.